# Pfarrkirche Kapfenberg-St. Oswald

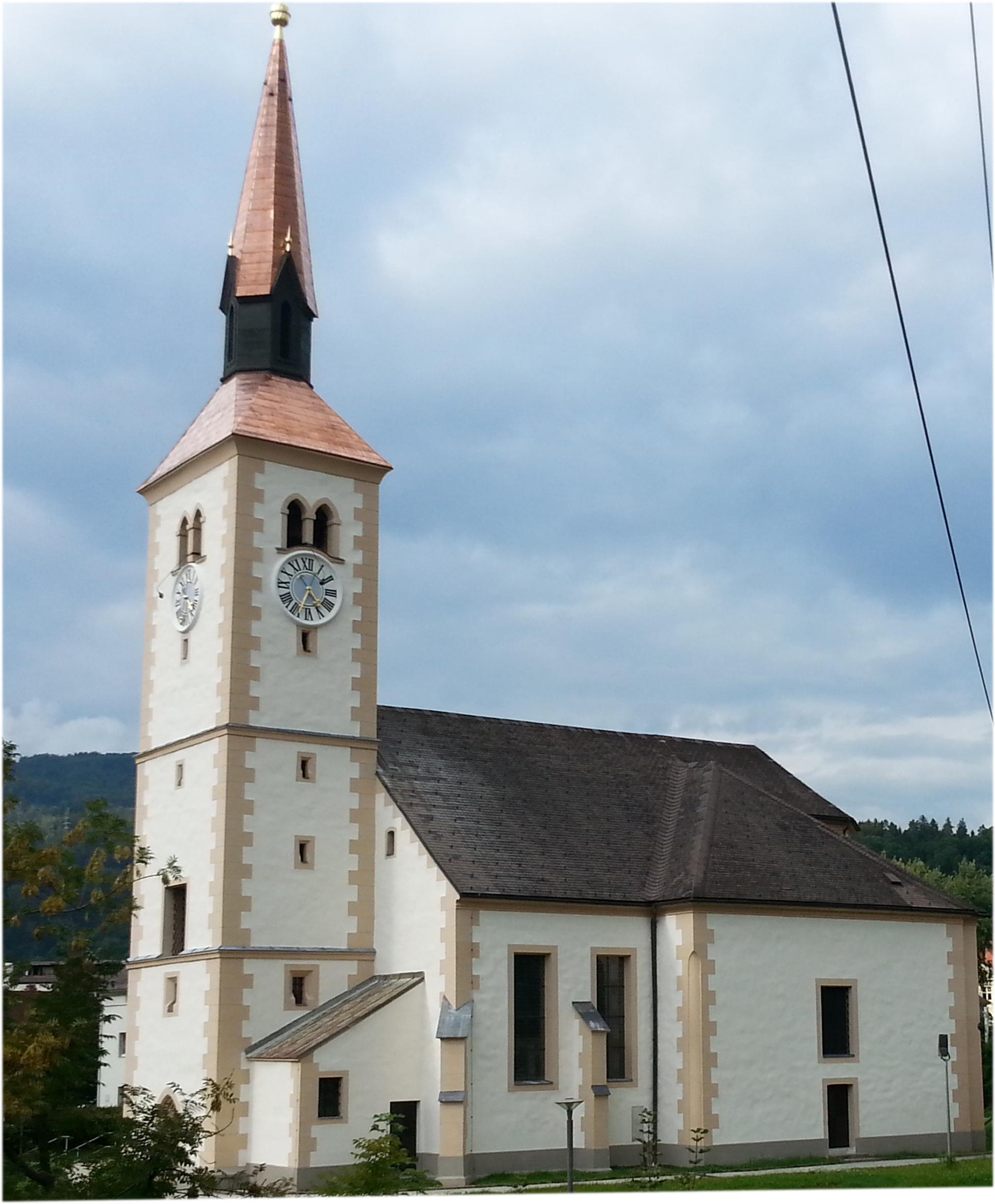
Pfarrkirche Kapfenberg-St. Oswald (2018)

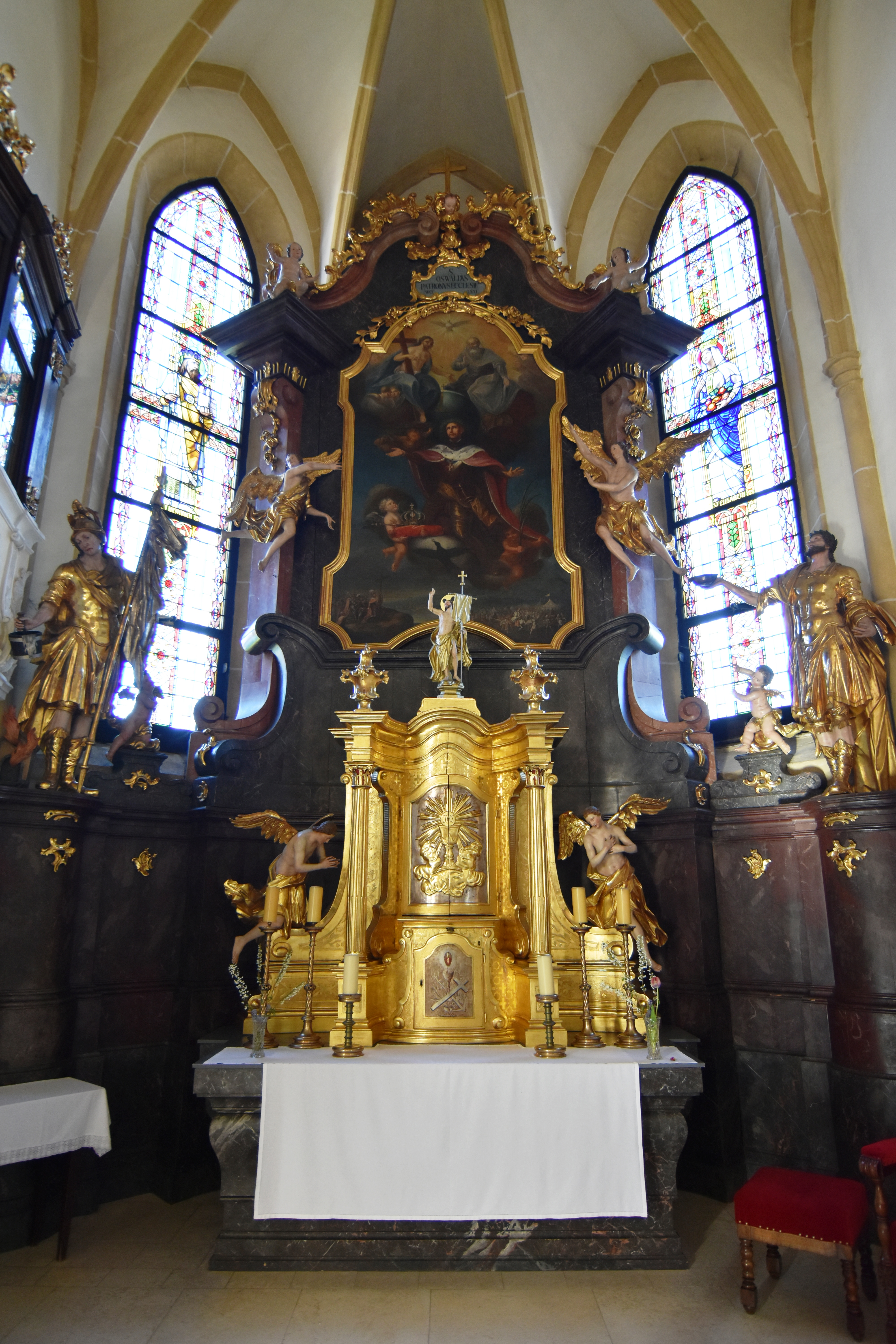
Der Hochaltar der Pfarrkirche. (2020)

Die Pfarrkirche Kapfenberg-St. Oswald steht in der Stadt Kapfenberg im Bezirk Bruck-Mürzzuschlag in der Steiermark. Die zu Ehren des heiligen Oswald geweihte römisch-katholische Pfarrkirche gehört zum Dekanat Bruck an der Mur in der Diözese Graz-Seckau. Die Kirche steht unter Denkmalschutz (Listeneintrag).
Vor dem Pfarrhof von Kapfenberg-St. Oswald ereignete sich im Juni 1934 ein von den Nationalsozialisten verübtes Bombenattentat, bei dem der damalige Kaplan Franz Eibel ums Leben kam.

## Geschichte und Architektur

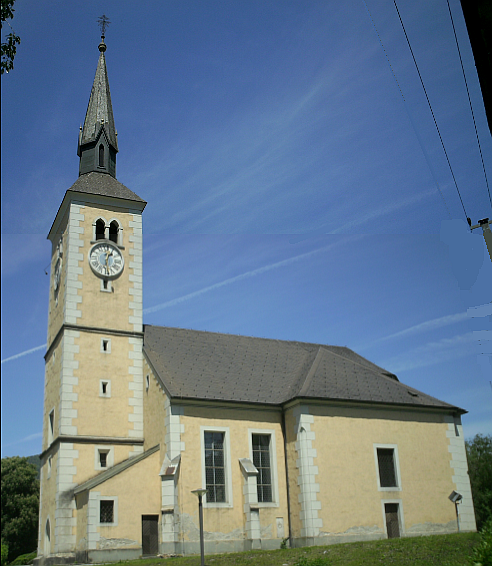
Die Kirche vor der umfassenden Sanierung. (2014)

Im 11. Jahrhundert stand an der Stelle der heutigen Kirche ein romanischer Vorgängerbau, dessen Fundamente freigelegt wurden. Erstmals urkundlich erwähnt wurde der spätgotische Sakralbau im Jahr 1330, die Pfarre wurde 1374 errichtet. Im Lauf des 15. Jahrhunderts wurde die Kirche mit heute noch erkennbaren Teilen in gotischem Stil erweitert. Das Sternrippengewölbe des Chors ruht auf Konsolen; es hat runde Schlusssteine mit einem Wappen der Familie Stubenberg. Die Oratoriumsloge ist im Stil des Rokoko gestaltet.
In der Mitte des 18. Jahrhunderts, von 1752 bis 1755, kam es zu einem Umbau im Stil des Barock. Der dreigeschoßige Turm stammt aus dem Jahr 1710 und trug ursprünglich eine barocke Haube, bevor diese 1834 durch einen Blitzschlag zerstört und durch den gegenwärtigen Spitzhelm ersetzt wurde. Die Glasfenster stammen aus den Jahren 1912 und 1953.
Ab dem Frühjahr 2018 wurde die Pfarrkirche mehrere Monate lang für rund eine halbe Million Euro saniert.

## Innenausstattung
Sämtliche Altäre und Statuen im Kircheninnenraum sind im Stil des Rokoko (18. Jahrhundert) gehalten und stammen wahrscheinlich zum Großteil aus der Hand des in Graz lebenden Südtiroler Bildhauers Veit Königer, besonders jene Figuren der Seitenaltäre und das „Heilige Grab“. Das Altarbild am Hochaltar, gezeichnet von J. V. Hauckh, zeigt den hl. Oswald; die Statuen des hl. Florian und des hl. Donatus sind nach der Art des Jakob Peyer gefertigt. Die mit reicher Rokoko-Dekoration verzierte Orgel wurde um 1770 gebaut. Der gotische Taufstein hat einen Rokoko-Aufsatz, die Kirchenbänke stammen aus der ersten Hälfte des 18. Jahrhunderts und die Kreuzwegstationen schuf 1974 Otto Daringer.
Die Orgel aus dem Jahr 2015 baute die slowenische Orglarska Delavnica mit 22 Registern im historischen Gehäuse von 1776.